# Smutsia
Smutsia es un género de mamíferos folidotos de la familia Manidae. Está conformada por pangolines terrestres nativos de África.

## Taxonomía
De acuerdo a algunos autores, ha sido considerado como un subgénero y, junto a Phataginus, uno de los dos miembros conformantes de la subfamilia Smutsiinae Gray, 1873. Sin embargo, la postura general sitúa a ambos a nivel de géneros.
Comprende las siguientes especies:
- Smutsia gigantea Illiger, 1815
- Smutsia temminckii Smuts, 1832